# Багаття безсмертя
«Багаття безсмертя» (рос. «Костёр бессмертия») — радянський біографічний кольоровий художній фільм 1955 року, знятий на Київській студії художній фільмів, режисером Абрамом Народицьким.

## Сюжет
Про життя і діяльність італійського філософа-матеріаліста епохи Відродження Джордано Бруно (1548—1600).

## У ролях
- Володимир Дружников — Джордано Бруно
- Давид Волосов — Джабіус
- Альфреда Гіруцька — Юлія
- Олег Жаков — Мартін Ясноокий
- Олександр Мгебров — капітан Піфагетта
- Юрій Кротенко — Пті-Жан
- Віктор Халатов — Перкальо
- Емілія Мільтон — Єлизавета, Королева Англії
- Володимир Таскін — Генріх III, король Франції
- Олександр Розанов — сановник церкви
- Дмитро Мілютенко — сановник церкви
- Юрій Лавров — Урбіс
- Георгій Бударов — Де ля Фей
- Володимир Балашов — Шекспір
- Микола Граббе — сищик
- Дмитро Капка — «Краснушка»
- Олександр Крижевський — епізод
- Володимир Торський — вчений
- Надія Чередниченко — леді Марфі
- С. Черноков — епізод
- Микола Яковченко — чернець
- Георгій Георгіу — дворянин
- Сергій Петров — прокурор
- Андрій Костричкін — дідусь
- Юрій Мажуга — студент
- Василь Фущич — селянин
- Борис Свобода — професор
- Юрій Вепринський — син Джордано
- Павло Шпрингфельд — інквізитор
- Ольга Реус-Петренко — епізод
- Володимир Груднєв — епізод
- Сергій Шварцзойд — епізод
- Антон Король — епізод
- Володимир Цоппі — сер Тобіас
- Борис Карлаш-Вербицький — епізод

## Знімальна група
- Режисер-постановник: Абрам Народицький
- Сценаристи: Ігор Луковський, Абрам Народицький
- Оператор-постановник: Наум Слуцький
- Режисер: Суламіф Цибульник
- Композитор: Арам Хачатурян
- Художник-постановник: Борис Немечек
- Художники: Георгій Прокопець, Олександр Лісенбарт
- Художники по костюмах: Іунія Маєр, Ольга Яблонська
- Художник по гриму: А. Дубчак
- Звукооператор: Н. Медведєв
- Режисер монтажу: К. Шаповалова
- Комбіновані зйомки: художники — Г. Лукашов, Н. Єрьоменко; оператор — Василь Курач
- Консультанти: Матвій Гуковський, Віктор Гращенков
- Оркестр Міністерства культури УРСР, диригент — Костянтин Симеонов
- Редактор: А. Поляков
- Директор картини: Леонід Нізгурецький